# Bir Moghrein Airport
Bir Moghrein Airport är en flygplats i Mauretanien. Den ligger i den norra delen av landet, 900 km nordost om huvudstaden Nouakchott. Bir Moghrein Airport ligger 363 meter över havet.
Terrängen runt Bir Moghrein Airport är platt.  Trakten runt Bir Moghrein Airport är nära nog obefolkad, med mindre än två invånare per kvadratkilometer. Närmaste större samhälle är Bîr Mogreïn, 2,0 km sydost om Bir Moghrein Airport. Trakten runt Bir Moghrein Airport är ofruktbar med lite eller ingen växtlighet.